# Abdelilah Hriz
Abdelilah Hriz (1978) es un terrorista marroquí, acusado de participar en los atentados del 11 de marzo de 2004 en Madrid y que fue juzgado y condenado en Marruecos a 20 años de prisión por varios delitos en relación con los atentados.
Hriz fue imputado por la Audiencia Nacional de España como uno de los autores materiales del atentado en febrero de 2007, poco después de empezar el juicio oral en España, tras un cotejo de ADN realizado por una comisión rogatoria judicial española en Marruecos que reveló que el perfil genético de Hriz se correspondía con el hallado en la vivienda de Leganés donde se suicidaron siete de los autores del atentado y en la finca de Chinchón, donde se armaron las bombas con las que se cometieron los mismos.
En un principio, la policía española investigó a Hriz por haber facilitado la huida de Mohamed Affellah -señalado como uno de los autores de los atentados- en dirección a Irak, donde presuntamente murió en un atentado suicida. Tras haber cotejado las muestras de ADN, el juez Juan del Olmo lo imputó como uno de los autores materiales del atentado. Tras los atentados del 11-M, Hriz huyó a Turquía, donde ayudaba a coordinar la entrada de terroristas a Siria, que finalmente eran introducidos en Irak.
Fue localizado y detenido en Marruecos en enero de 2008 y acusado de varios delitos cometidos en su país de conformidad con las pruebas aportadas desde España, que pidió y obtuvo que fuese juzgado, en un hecho sin precedentes dado que Marruecos no tiene convenio de extradición y que no entrega a su nacionales.
Está acusado en España de 191 asesinatos consumados, 1.811 en grado de tentativa, cuatro de estragos terroristas y otro de tráfico, tenencia y suministro explosivos.
El Tribunal de Apelación de Salé, limítrofe con Rabat, lo condenó el 18 de diciembre de 2008, por "constitución de banda criminal para realizar un acto terrorista" y "complicidad en la destrucción de medios de transportes y vías públicas con explosivos". Mantiene la causa en España por los delitos de los que está acusado por la Audiencia Nacional.